# کاسانا
کاسانا (به لاتین: Casanna) یک کوه در سوئیس است که در کانتون گراوبوندن واقع شده‌است. کاسانا ۲٬۵۵۷ متر بالاتر از سطح دریا واقع شده‌است.